# Управление сетями связи
Управление сетями связи — согласно закону «О связи», совокупность организационно-технических мероприятий, направленных на обеспечение функционирования сети связи, в том числе регулирование трафика. В настоящее время управление сетями связи сводится к процессам наблюдения и контроля состояния узлов, линий и взаимодействий узлов, а также управление работой приложений.
Существует ряд аспектов построения системы управления сетями специальной связи. Основные из них — это:
- архитектура системы управления;
- структура системы управления;
- уровни управления;
- области управления;
- методы и используемые протоколы.

## Архитектура системы управления
На сегодняшний день наиболее широко распространенной и проверенной на практике является архитектура, реализованная в концепции TMN. Данная концепция предлагает многоуровневую архитектуру управления, основанную на модели агент-менеджер. Подробное описание данной концепции, механизмов и интерфейсов взаимодействия элементов системы приведено в рекомендации M.3010.
Но в последнее время становится явно видно, что возможностей концепции TMN не хватает для интегрированного управления сложными телекоммуникационными системами. Например, совокупностью распределенных биллинговых систем и систем баз данных. Управление подобными системами на основе TMN возможно, но связано с различными трудностями, проблемами масштабируемости системы управления и значительным ростом служебного трафика системы управления.
Возможным решением для управления такими системами является использование объектно-ориентированного подхода.

## Структура системы управления
Существует два принципиальных подхода к организации управления сложными сетями:
- централизованное управление;
- децентрализованное управление.

Централизованное управление осуществляется из единого центра управления сетью, в который стекается вся информация управления от всех управляемых объектов. Достоинствами централизованного управления являются:
- концентрация всей информации о состоянии сети в одном узле управления;
- целостная картина построения сети;
- относительная простота управления правами администраторов сети;
- минимальная длина цикла управления;
- непротиворечивость принимаемых решений.

В то же время при значительном масштабе сети централизованное управление теряет ряд преимуществ. К недостаткам такого подхода следует отнести:
- уязвимость системы управления;
- значительный объём обрабатываемой информации требует высокопроизводительных серверов;
- значительная часть пропускной способности каналов сети используется для передачи служебной информации центру управления.

Децентрализованное управление сетью характеризуется отсутствием единого центра управления сетью. Его функции перераспределяются между множеством систем управления сетью. Достоинствами такого подхода являются:
- живучесть системы управления;
- отсутствует необходимость в высокопроизводительных серверах;
- меньшие по сравнению с централизованным подходом объёмы обрабатываемой информации и трафик служебной информации.

К недостаткам данного подхода следует отнести:
- сложность разграничения «зон ответственности»;
- сложность управления правами администраторов сети;
- отсутствие целостной картины построения сети;
- противоречивость принимаемых решений.

## Уровни управления
В многоуровневой архитектуре TMN выделены пять уровней управления:
1. бизнесом;
2. услугами;
3. сетью;
4. элементами сети;
5. уровень элементов сети.

## Области управления
Согласно стандартам ISO, существует пять областей управления:
- ошибками;
- конфигурацией;
- доступом;
- производительностью;
- безопасностью.

## Протоколы управления
В своей работе системы управления опираются на стандартизованные протоколы управления, такие как:
- SNMP — один из первых и наиболее простой протокол управления, в настоящий момент актуальной является третья версия протокола, поддерживается в очень большом количестве устройств;
- CMIP — протокол управления, рекомендованный ISO в качестве базового, не получил широкого распространения вследствие своей сложности;
- TMN — концепция сетевого управления, включающая в себя множество протоколов управления и вводящая понятие уровней управления;
- LNMP — протокол управления для ЛВС;
- ANMP — протокол управления для сетей специального назначения.